# Stagnicola utahensis
Stagnicola utahensis е вид коремоного от семейство Lymnaeidae. Видът е критично застрашен от изчезване.

## Разпространение
Видът ендемичен за езерото Юта в САЩ. Последните живи охлюви са открити през 1930-те.